# Осиповицька сільська рада
Осиповицька сільська рада (біл. Асіпавіцкі сельсавет) — адміністративно-територіальна одиниця в складі Вілейського району розташована в Мінській області Білорусі. Адміністративний центр — Осиповичі.
Осиповицька сільська рада розташована на межі центральної Білорусі, у північній частині Мінської області орієнтовне розташування — супутникові знимки, на південь від Вілейки.
До складу сільради входять 24 населені пункти:
- Баранці • Глинне • Гостилове • Доманове • Дубище • Заспорня • Ізбино • Ілліщевичі • Копище • Комарі • Червоний Бережок • Кутьки • Мамаї • Ведмедене • Осинівка • Осиповичі • Приозерний • Роздори • Ручеві • Трепалово • Холянине • Цна • Шведи • Шиловичі.